# Бресе сир Тиј
Бресе сир Тиј (фр. Bressey-sur-Tille) насеље је и општина у источном делу централне Француске у региону Бургоња, у департману Златна обала која припада префектури Дижон.
По подацима из 2002. године у општини је живело 653 становника, а густина насељености је износила 75 становника/km². Општина се простире на површини од 7,26 km². Налази се на средњој надморској висини од 210 метара (максималној 215 m, а минималној 207 m).

## Демографија
| 1962. | 1968. | 1975. | 1982. | 1990. | 1999. | 2002. | 2011. |
| ----- | ----- | ----- | ----- | ----- | ----- | ----- | ----- |
| 58    | 175   | 198   | 470   | 499   | 549   | 656   | 688   |

График промене броја становника у току последњих година